# Calendrier de la saison de cyclo-cross féminine 2018-2019
Navigation
2017-2018 2019-2020
Le calendrier de la saison de cyclo-cross féminine 2018-2019 regroupe des courses de cyclo-cross débutant le 25 août 2018 et finissant le 24 février 2019. Les épreuves individuelles sont classées en cinq catégories. La plus haute catégorie regroupe les épreuves de la coupe du monde (CDM), qui donne lieu à un classement. Derrière elles, on retrouve les courses de catégorie C1 et C2, qui attribuent des points pour le classement mondial, ensuite les courses réservées aux moins de 23 ans, appelés également espoirs (catégorie CU) et enfin les courses pour les juniors (catégorie CJ). On retrouve également les championnats nationaux (CN) qui sont organisés dans une trentaine de pays.

## Calendrier

### Août
| Date | Course                                        | Classe | Vainqueur        | Équipe     |
| ---- | --------------------------------------------- | ------ | ---------------- | ---------- |
| 25   | Cyclo-cross National Series Round 8, Victoria | C2     | Samantha Runnels | Squidbikes |
| 26   | Cyclo-cross National Series Round 9, Victoria | C2     | Samantha Runnels | Squidbikes |

### Septembre
| Date | Course                                      | Classe | Vainqueur         | Équipe                         |
| ---- | ------------------------------------------- | ------ | ----------------- | ------------------------------ |
| 1    | Deschutes Brewery's GO Cross #1, Roanoke    | C2     | Caroline Mani     | Van Dessel                     |
| 2    | Qiansen trophy Aohan Station, Aohan County  | C1     | Aida Nuño Palacio | Garaje Paco                    |
| 2    | Deschutes Brewery's GO Cross #2, Roanoke    | C2     | Crystal Anthony   | LIV Cycling                    |
| 8    | Rochester Cyclocross #1, Rochester          | C1     | Maghalie Rochette | CX Fever                       |
| 9    | Rochester Cyclocross #2, Rochester          | C2     | Maghalie Rochette | CX Fever                       |
| 15   | Nittany Lion Cross #1, Breinigsville        | C2     | Erica Zaveta      | Garneau-Easton                 |
| 16   | EKZ Cross Tour #1, Baden                    | C1     | Elisabeth Brandau | EBE-Racing                     |
| 16   | Nittany Lion Cross #2, Breinigsville        | C2     | Erica Zaveta      | Garneau-Easton                 |
| 16   | Brico Cross Geraardsbergen, Eeklo           | C2     | Eva Lechner       | Clif Pro Team                  |
| 19   | RenoCross, Reno                             | C1     | Maghalie Rochette | CX Fever                       |
| 21   | Trek Cup, Waterloo                          | C2     | Evie Richards     | Trek Factory Racing CX         |
| 23   | Radcross Illnau, Illnau                     | C2     | Laura Verdonschot | Marlux-Bingoal                 |
| 23   | Coupe du monde de cyclo-cross #1, Waterloo  | CDM    | Marianne Vos      | Waowdeals                      |
| 28   | Toi Toi Cup #1, Uničov                      | C1     | Laura Verdonschot | Marlux-Bingoal                 |
| 28   | Jingle Cross #1, Iowa City                  | C2     | Helen Wyman       | Xypex - Verge Sport            |
| 29   | GP Poprad, Poprad                           | C1     | Denise Betsema    | AB Transport                   |
| 29   | Coupe du monde de cyclo-cross #2, Iowa City | CDM    | Kaitlin Keough    | Cannondale-Cyclocrossworld.com |
| 30   | Jingle Cross #2, Iowa City                  | C1     | Kateřina Nash     | Clif Pro Team                  |
| 30   | KMC Cross Fest, Thompsonville               | C2     | Regina Legge      | Trek Cyclocross Collective     |

### Octobre
| Date | Course                                                               | Classe | Vainqueur           | Équipe                         |
| ---- | -------------------------------------------------------------------- | ------ | ------------------- | ------------------------------ |
| 6    | Cyclo-Cross International de la Solidarité de Lutterbach, Lutterbach | C2     | Denise Betsema      | AB Transport                   |
| 6    | Toi Toi Cup #2, Hlinsko                                              | C2     | Pavla Havlíková     | KC Kooperativa Jablonec        |
| 6    | Charm City Cross #1, Baltimore                                       | C1     | Ellen Noble         | Trek Factory Racing CX         |
| 6    | Brico Cross Berencross, Meulebeke                                    | C2     | Sanne Cant          | Corendon-Circus                |
| 6    | West Sacramento Cyclocross GP #1, West Sacramento                    | C2     | Samantha Runnels    | Squidbikes                     |
| 7    | Charm City Cross #2, Baltimore                                       | C2     | Ellen Noble         | Trek Factory Racing CX         |
| 7    | Kronborg Cyclocross, Helsingor                                       | C2     | Ida Erngren         |                                |
| 7    | West Sacramento Cyclocross GP #2, West Sacramento                    | C2     | Samantha Runnels    | Squidbikes                     |
| 7    | Grand Prix Rakova, Raková                                            | C2     | Nikola Bajgerová    |                                |
| 7    | National Trophy Series #1, Derby                                     | C2     | Bethany Crumpton    | Storey Racing                  |
| 7    | EKZ CrossTour #2, Aigle                                              | C1     | Denise Betsema      | AB Transport                   |
| 7    | Brico Cross Hotondcross - GP Mario De Clercq, Renaix                 | C1     | Marianne Vos        | Waowdeals                      |
| 7    | Bioracer International Cyclo-cross, Belfast                          | C2     | Maria Larkin        | The Meteor                     |
| 8    | Ibaraki Cyclo-cross Toride Stage, Nakauchi                           | C2     | Miyoko Karami       |                                |
| 13   | Toi Toi Cup #3, Jičín                                                | C2     | Pavla Havlíková     | KC Kooperativa Jablonec        |
| 13   | CRAFT Sportswear Gran Prix of Gloucester #1, Gloucester              | C2     | Ellen Noble         | Trek Factory Racing CX         |
| 13   | Brico Cross Rapencross, Lokeren                                      | C2     | Sanne Cant          | Corendon-Circus                |
| 13   | US Open of Cyclocross #1, Boulder City                               | C2     | Clara Honsinger     | Team S&M CX                    |
| 14   | CRAFT Sportswear Gran Prix of Gloucester #2, Gloucester              | C2     | Ellen Noble         | Trek Factory Racing CX         |
| 14   | US Open of Cyclocross #2, Boulder City                               | C2     | Clara Honsinger     | Team S&M CX                    |
| 14   | Coupe de France de cyclo-cross #1, Razès                             | C2     | Joyce Vanderbeken   | Bike-Advice ITAF               |
| 14   | Ciclocross International Xaxancx, Marín                              | C2     | Lucía González      | NESTA CX Team                  |
| 14   | Superprestige #1, Gieten                                             | C1     | Annemarie Worst     | Steylaerts-777                 |
| 18   | Kermiscross, Ardooie                                                 | C2     | Loes Sels           | Pauwels Sauzen-Vastgoedservice |
| 20   | Superprestige #2, Boom                                               | C2     | Kim Van De Steene   | Tarteletto-Isorex              |
| 20   | Sherbrooke CX #1, Sherbrooke                                         | C2     | Ruby West           | Specialized – Ten Speed Hero   |
| 20   | DCCX #1, Washington DC                                               | C2     | Sunny Gilbert       | Van Dessel                     |
| 20   | Grand Prix Podbrezová, Podbrezová                                    | C2     | Magdalena Mišonová  |                                |
| 21   | Sherbrooke CX #2, Sherbrooke                                         | C2     | Ruby West           | Specialized – Ten Speed Hero   |
| 21   | DCCX #2, Washington DC                                               | C2     | Sunny Gilbert       | Van Dessel                     |
| 21   | Trofeo Nuovi Investimenti, Cles                                      | C2     | Sara Casasola       |                                |
| 21   | Stockholm Cyclo Cross, Stockholm                                     | C2     | Ida Erngren         |                                |
| 21   | Coupe du monde de cyclo-cross #3, Berne                              | CDM    | Marianne Vos        | WSV Emmen                      |
| 21   | Tage des Querfeldeinsports, Ternitz                                  | C2     | Kamila Janů         |                                |
| 23   | Nacht van Woerden, Woerden                                           | C2     | Marianne Vos        | Waowdeals                      |
| 27   | Ziklokross Laudio, Llodio                                            | C1     | Aida Nuño Palacio   |                                |
| 27   | HPCX #1, Jamesburg                                                   | C2     | Cassandra Maximenko | Van Dessel Factory Team        |
| 27   | Toi Toi Cup #4, Slaný                                                | C2     | Pavla Havlíková     | KC Kooperativa Jablonec        |
| 27   | Cincinnati Cross @ Devou Park, Covington                             | C1     | Ellen Noble         | Trek Factory Racing CX         |
| 27   | Grand Prix de Neerpelt, Neerpelt                                     | C2     | Denise Betsema      | AB Transport                   |
| 28   | Munich Supercross, Munich                                            | C2     | Nadja Heigl         | KTM Alchemist Racing Team      |
| 28   | HPCX #2, Jamesburg                                                   | C2     | Arley Kemmerer      | Fearless Femme Racing          |
| 28   | Superprestige #3, Ruddervoorde                                       | C1     | Marianne Vos        | Waowdeals                      |
| 28   | Sagae Round Tohoku CX Series, Sagae                                  | C2     | Eri Yonamine        |                                |
| 28   | Cincinnati Cross @ Carter Park, Kings Mills                          | C2     | Ellen Noble         | Trek Factory Racing CX         |
| 28   | National Trophy Series #2, Irvine                                    | C2     | Ffion James         | Storey Racing                  |
| 28   | Cyclocross de Jablines, Jablines                                     | C2     | Marlène Petit       | Team Safir Ganova              |
| 28   | Internationales Radquer Steinmaur, Steinmaur                         | C2     | Rebecca Gariboldi   |                                |
| 28   | Elorrioko Basqueland Ziklokrosa, Elorrio                             | C1     | Aida Nuño Palacio   |                                |
| 28   | Grand-Prix de la Commune de Contern, Contern                         | C2     | Loes Sels           | Pauwels Sauzen-Vastgoedservice |
| 28   | Grand Prix Trnava, Trnava                                            | C2     | Jana Czeczinkarová  | Mitas Trek                     |

### Novembre
| Date | Course                                                                     | Classe | Vainqueur                  | Équipe                       |
| ---- | -------------------------------------------------------------------------- | ------ | -------------------------- | ---------------------------- |
| 1    | IJsboerke Ladies Trophy #1, Oudenaarde                                     | C1     | Kim Van De Steene          | Tarteletto-Isorex            |
| 3    | Silver Goose Cyclocross Festival, Midland                                  | C2     | Ellen Noble                | Trek Factory Racing CX       |
| 3    | Ciclocross Manlleu, Manlleu                                                | C2     | Aida Nuño Palacio          | Garaje Paco                  |
| 3    | Really Rad Festival of Cyclocross #1, Falmouth                             | C2     | Crystal Anthony            | LIV Cycling                  |
| 3-4  | Championnats d'Europe de cyclo-cross espoirs, Rosmalen                     | CU     | Ceylin del Carmen Alvarado | Corendon-Circus              |
| 3-4  | Championnats d'Europe de cyclo-cross, Rosmalen                             | CC     | Annemarie Worst            | Steylaerts-777               |
| 3-4  | Championnats panaméricains de cyclo-cross espoirs, Midland                 | CU     | Clara Honsinger            | Team S&M CX                  |
| 3-4  | Championnats panaméricains de cyclo-cross, Midland                         | CC     | Maghalie Rochette          | CX Fever                     |
| 4    | Gran Premi Internacional ciutat de Vic, Vic                                | C2     | Aida Nuño Palacio          | Garaje Paco                  |
| 4    | Really Rad Festival of Cyclocross #2, Falmouth                             | C2     | Crystal Anthony            | LIV Cycling                  |
| 10   | Starlight-cross, Chiba                                                     | C2     | Samantha Runnels           | Squidbikes                   |
| 10   | Toi Toi Cup #5, Kolín                                                      | C1     | Jana Czeczinkarová         | Mitas Trek                   |
| 10   | The Northampton International #1, Northampton                              | C2     | Ellen Noble                | Trek Factory Racing CX       |
| 10   | IJsboerke Ladies Trophy #2, Niel                                           | C1     | Sanne Cant                 | Corendon-Circus              |
| 11   | Coupe de France de cyclo-cross #2, Pierric                                 | C2     | Marlène Petit              | Team Cross Safir Ganova      |
| 11   | The Northampton International #2, Northampton                              | C2     | Courtenay McFadden         |                              |
| 11   | XXVI Cyclo-cross de Karrantza, Karrantza                                   | C2     | Lucía González Blanco      | Nesta CX                     |
| 11   | Flückiger Cross Madiswil, Madiswil                                         | C2     | Francesca Baroni           | Selle Italia-Guerciotti      |
| 11   | Superprestige #4, Gavere                                                   | C1     | Alice Maria Arzuffi        | Steylaerts-777               |
| 11   | National Trophy Series #3, Crawley                                         | C2     | Anna Kay                   | Storey Racing                |
| 11   | PTBOCX - Lift Lock Cross, Peterborough                                     | C2     | Ruby West                  | Specialized – Ten Speed Hero |
| 11   | Grand Prix Košice, Košice                                                  | C2     | Tatiana Jaseková           |                              |
| 17   | Supercross #1, Suffern                                                     | C2     | Ruby West                  | Specialized – Ten Speed Hero |
| 17   | Major Taylor Cross Cup #1, Indianapolis                                    | C2     | Sofía Gómez Villafañe      | Pivot Maxxis                 |
| 17   | Coupe du monde de cyclo-cross #4, Tábor                                    | CDM    | Lucinda Brand              | Sunweb                       |
| 17   | Rapha Supercross Nobeyama #1, Minamimaki                                   | C2     | Samantha Runnels           | Squidbikes                   |
| 18   | Supercross #2, Suffern                                                     | C2     | Rebecca Fahringer          | Kona Maxxis Shimano          |
| 18   | Major Taylor Cross Cup #2, Indianapolis                                    | C2     | Sofía Gómez Villafañe      | Pivot Maxxis                 |
| 18   | Rapha Supercross Nobeyama #2, Minamimaki                                   | C2     | Samantha Runnels           | Squidbikes                   |
| 18   | Gran Premi Les Franqueses #2, Les Franqueses del Vallès                    | C2     | Olatz Odriozola Mujika     |                              |
| 18   | EKZ CrossTour #3, Hittnau                                                  | C1     | Denise Betsema             | Marlux-Bingoal               |
| 18   | IJsboerke Ladies Trophy #3, Hamme                                          | C1     | Annemarie Worst            | Steylaerts-777               |
| 24   | Grand Prix Topoľčianky, Topoľčianky                                        | C2     | Jana Czeczinkarová         | Mitas Trek                   |
| 24   | Ambiancecross, Wachtebeke                                                  | C2     | Denise Betsema             | Marlux-Bingoal               |
| 25   | International Cyclocross Selle SMP -10° Trof.Cop.ed.Brugherio82, Brugherio | C2     | Nadja Heigl                | KTM Alchemist Racing Team    |
| 25   | Coupe du monde de cyclo-cross #5, Coxyde                                   | CDM    | Denise Betsema             | Marlux-Bingoal               |
| 25   | National Trophy Series #4, York                                            | C2     | Harriet Harnden            | T-MO Racing                  |
| 25   | KANSAI Cyclo Cross Makino Round, Takashima                                 | C2     | Rina Matsumoto             |                              |

### Décembre
| Date | Course                                                  | Classe | Vainqueur          | Équipe                         |
| ---- | ------------------------------------------------------- | ------ | ------------------ | ------------------------------ |
| 1    | SOUDAL Classics Hasselt, Hasselt                        | C2     | Ellen Van Loy      | Telenet-Fidea Lions            |
| 1    | NBX Gran Prix of Cross #1, Warwick                      | C1     | Kaitlin Keough     | Cannondale-Cyclocrossworld.com |
| 1    | Abadiñoko udala saria, Abadiano                         | C2     | Helen Wyman        | Xypex - Verge Sport            |
| 1    | Resolution Cross Cup #1, Garland                        | C2     | Courtenay McFadden |                                |
| 2    | Resolution Cross Cup #2, Garland                        | C2     | Katie Clouse       |                                |
| 2    | Trofeo San Andrés, Ametzaga de Zuia                     | C2     | Helen Wyman        | Xypex - Verge Sport            |
| 2    | Radcross Grandprix, Bensheim                            | C2     | Elisabeth Brandau  |                                |
| 2    | NBX Gran Prix of Cross #2, Warwick                      | C2     | Kaitlin Keough     | Cannondale-Cyclocrossworld.com |
| 2    | Zilvermeercross, Mol                                    | C2     | Sanne Cant         | Corendon-Circus                |
| 8    | Ciclocross del Ponte, Trévise                           | C2     | Francesca Baroni   |                                |
| 8    | North Carolina Grand Prix #1, Hendersonville            | C2     | Lily Williams      |                                |
| 8    | Ruts N Guts #1, Broken Arrow                            | C1     | Katie Clouse       |                                |
| 8    | Toi Toi Cup #6, Jabkenice                               | C2     | Pavla Havlíková    | KC Kooperativa Jablonec        |
| 8    | Troyes Cyclocross International, Troyes                 | C2     | Marlène Petit      | Team Safir Ganova              |
| 8    | Brico Cross GP Rouwmoer, Essen                          | C1     | Maud Kaptheijns    | Crelan-Charles                 |
| 9    | North Carolina Grand Prix #2, Hendersonville            | C2     | Annulée            | Annulée                        |
| 9    | Gran Premio Luzinis, Gorizia                            | C2     | Francesca Baroni   |                                |
| 9    | Ruts N Guts #2, Broken Arrow                            | C2     | Samantha Runnels   | Squidbikes                     |
| 9    | Druivencross, Overijse                                  | C1     | Lucinda Brand      | Sunweb                         |
| 9    | National Trophy Series #5, Ipswich                      | C2     | Bethany Crumpton   | Storey Racing                  |
| 9    | EKZ CrossTour #4, Eschenbach                            | C1     | Denise Betsema     | Marlux-Bingoal                 |
| 15   | Utsunomiya cyclo cross #1, Utsunomiya                   | C2     | Rina Matsumoto     |                                |
| 15   | IJsboerke Ladies Trophy #5, Anvers                      | C1     | Denise Betsema     | Marlux-Bingoal                 |
| 15   | Ciclo-cross Ciudad de Xativa, Xativa                    | C2     | Aida Nuño Palacio  |                                |
| 15   | Toi Toi Cup #7, Mladá Boleslav                          | C1     | Yara Kastelijn     | Steylaerts-777                 |
| 16   | Ciclo-Cross Internacional Ciudad de Valencia, Valence   | C2     | Annulée            | Annulée                        |
| 16   | Int. Radquerfeldein GP Lambach/Stadl-Paura, Stadl-Paura | C2     | Nadja Heigl        | KTM Alchemist                  |
| 16   | Gran Premio Città di Vittorio Veneto, Vittorio Veneto   | C2     | Sara Casasola      |                                |
| 16   | Utsunomiya cyclo cross #2, Utsunomiya                   | C2     | Rina Matsumoto     |                                |
| 16   | Superprestige #5, Zonhoven                              | C1     | Sanne Cant         | Corendon-Circus                |
| 22   | SOUDAL Classics-Waaslandcross, Sint-Niklaas             | C2     | Sanne Cant         | Corendon-Circus                |
| 23   | Coupe du monde de cyclo-cross #6, Namur                 | CDM    | Lucinda Brand      | Sunweb                         |
| 26   | Pfaffnau GP Luzern, Pfaffnau                            | C2     | Yara Kastelijn     | Steylaerts-777                 |
| 26   | Coupe du monde de cyclo-cross #7, Heusden-Zolder        | CDM    | Marianne Vos       | Waowdeals                      |
| 28   | IJsboerke Ladies Trophy #5, Loenhout                    | C1     | Lucinda Brand      | Sunweb                         |
| 29   | Brico Cross Bredene, Bredene                            | C2     | Lucinda Brand      | Sunweb                         |
| 30   | Coupe de France de cyclo-cross #3, Flamanville          | C2     | Marlène Petit      | Team Safir Ganova              |
| 30   | Superprestige #6, Diegem                                | C1     | Sanne Cant         | Corendon-Circus                |

### Janvier
| Date | Course                                         | Classe | Vainqueur                  | Équipe                         |
| ---- | ---------------------------------------------- | ------ | -------------------------- | ------------------------------ |
| 1    | IJsboerke Ladies Trophy #6, Baal               | C1     | Jolanda Neff               | Trek Factory Racing            |
| 1    | Grand-Prix Garage Collé, Pétange               | C2     | Christine Majerus          | Boels Dolmans                  |
| 2    | EKZ CrossTour #5, Meilen                       | C1     | Jolanda Neff               | Trek Factory Racing            |
| 5    | Cyclo Cross Gullegem, Gullegem                 | C2     | Loes Sels                  | Pauwels Sauzen-Vastgoedservice |
| 6    | National Trophy Series #6, Shrewsbury          | C2     | Ffion James                | Storey Racing                  |
| 6    | Cyclo-cross de La Mézière, La Mézière          | C1     | Christine Majerus          | Boels Dolmans                  |
| 6    | IJsboerke Ladies Trophy #7, Bruxelles          | C1     | Ceylin del Carmen Alvarado | Corendon-Circus                |
| 14   | Cyclocross Otegem, Otegem                      | C2     | Denise Betsema             | Marlux-Bingoal                 |
| 20   | ZAO-sama Cup Tohoku CX Series, Zaō             | C2     | Miho Imai                  | CO2 Bicycle                    |
| 20   | Coupe du monde de cyclo-cross #8, Pont-Château | CDM    | Marianne Vos               | Waowdeals                      |
| 20   | Grand Prix Möbel Alvisse, Leudelange           | C2     | Puck Pieterse              | WV Eemland                     |
| 26   | International Cyclocross Rucphen, Rucphen      | C2     | Inge van der Heijden       | CCC-Liv                        |
| 26   | Kasteelcross Zonnebeke, Zonnebeke              | C2     | Loes Sels                  | Pauwels Sauzen-Vastgoedservice |
| 27   | Coupe du monde de cyclo-cross #9, Hoogerheide  | CDM    | Lucinda Brand              | Sunweb                         |

### Février
| Date | Course                                                | Classe | Vainqueur            | Équipe          |
| ---- | ----------------------------------------------------- | ------ | -------------------- | --------------- |
| 2    | Championnats du monde de cyclo-cross espoirs, Bogense | CM     | Inge van der Heijden | CCC-Liv         |
| 2    | Championnats du monde de cyclo-cross, Bogense         | CM     | Sanne Cant           | Corendon-Circus |
| 6    | Brico Cross Parkcross Maldegem, Maldegem              | C2     | Denise Betsema       | Marlux-Bingoal  |
| 9    | IJsboerke Ladies Trophy #8, Lille                     | C1     | Sanne Cant           | Corendon-Circus |
| 10   | Superprestige #7, Hoogstraten                         | C1     | Sanne Cant           | Corendon-Circus |
| 16   | Superprestige #8, Middelkerke                         | C1     | Denise Betsema       | Marlux-Bingoal  |
| 17   | Brico Cross Vestingcross, Hulst                       | C2     | Denise Betsema       | Marlux-Bingoal  |
| 23   | SOUDAL Classics - Leuven, Louvain                     | C1     | Denise Betsema       | Marlux-Bingoal  |
| 24   | Internationale Sluitingsprijs, Oostmalle              | C1     | Denise Betsema       | Marlux-Bingoal  |

## Championnats nationaux (CN)
| Nation             | Date             | Élites                   | Moins de 23 ans            | Juniors               |
| ------------------ | ---------------- | ------------------------ | -------------------------- | --------------------- |
| Allemagne          | 12 janvier 2019  | Elisabeth Brandau        | Emma Heydt                 |                       |
| Australie          | 11 août 2018     | April McDonough          | Stacey Riedel              |                       |
| Autriche           | 11 janvier 2019  | Nadja Heigl              |                            |                       |
| Belgique           | 12 janvier 2019  | Sanne Cant               | Axelle Bellaert            |                       |
| Canada             | 4 novembre 2018  | Maghalie Rochette        | Ruby West                  |                       |
| Chili              | 5 août 2018      | Francesca Perico         |                            |                       |
| Croatie            | 13 janvier 2019  | Mia Radotić              |                            |                       |
| Danemark           | 12 janvier 2019  | Caroline Bohé            |                            |                       |
| Espagne            | 11 janvier 2019  | Aida Nuño Palacio        | Luisa Ibarrola             | Lucia Gomez Andreu    |
| États-Unis         | 16 décembre 2018 | Katherine Compton        | Clara Honsinger            |                       |
| France             | 12 janvier 2019  | Caroline Mani            |                            | Amandine Fouquenet    |
| Grande-Bretagne    | 12 janvier 2019  | Nikki Brammeier          |                            | Harriet Harnden       |
| Hongrie            | 13 janvier 2019  | Blanka Kata Vas          |                            |                       |
| Irlande            | 12 janvier 2019  | Lara Gillespie           |                            |                       |
| Islande            | 27 octobre 2018  | Agusta Edda Bjornsdottir |                            |                       |
| Italie             | 12 janvier 2019  | Eva Lechner              | Sara Casasola              |                       |
| Japon              | 9 décembre 2018  | Rina Matsumoto           |                            |                       |
| Lituanie           | 14 octobre 2018  | Ilma Lipnevičienė        |                            | Mantas Bitinas        |
| Luxembourg         | 12 janvier 2019  | Christine Majerus        | Laetitia Maus              |                       |
| Norvège            | 18 novembre 2018 | Ingrid Moe               |                            |                       |
| Pays-Bas           | 12 janvier 2019  | Lucinda Brand            | Ceylin Del Carmen Alvarado |                       |
| Pologne            | 12 janvier 2019  | Barbara Borowiecka       |                            |                       |
| Portugal           | 12 janvier 2019  | Ana Mafalda Sá Santos    |                            | Rafaela Costa Ramalho |
| République tchèque | 12 janvier 2019  | Pavla Havlíková          |                            |                       |
| Roumanie           | 22 décembre 2018 | Eszter Bereczki          |                            |                       |
| Slovaquie          | 2 décembre 2018  | Janka Keseg Stevkova     |                            |                       |
| Suède              | 12 janvier 2019  | Ida Erngren              | Ida Johansson              |                       |
| Suisse             | 13 janvier 2019  | Jolanda Neff             |                            |                       |

## Nombres de victoires

### Par coureur
| #  | Coureur           | Équipe                         | Vict | CDM | SP | DVV |
| -- | ----------------- | ------------------------------ | ---- | --- | -- | --- |
| 1  | Denise Betsema    | AB Transport                   | 15   | 1   | 1  |     |
| 2  | Sanne Cant        | Corendon-Circus                | 11   |     | 3  |     |
| 3  | Samantha Runnels  | Squidbikes                     | 8    |     |    |     |
| -  | Ellen Noble       | Trek Factory Racing CX         | 8    |     |    |     |
| 5  | Marianne Vos      | Waowdeals                      | 7    | 4   | 1  |     |
| -  | Lucinda Brand     | Sunweb                         | 7    | 3   |    |     |
| -  | Aida Nuño Palacio | Garaje Paco                    | 7    |     |    |     |
| 8  | Maghalie Rochette | CX Fever                       | 5    |     |    |     |
| -  | Pavla Havlíková   | KC Kooperativa Jablonec        | 5    |     |    |     |
| 10 | Clara Honsinger   | Team S&M CX                    | 4    |     |    |     |
| -  | Ruby West         | Specialized – Ten Speed Hero   | 4    |     |    |     |
| -  | Nadja Heigl       | KTM Alchemist Racing Team      | 4    |     |    |     |
| -  | Marlène Petit     | Team Safir Ganova              | 4    |     |    |     |
| -  | Loes Sels         | Pauwels Sauzen-Vastgoedservice | 4    |     |    |     |

### Compétitions
- Coupe du monde de cyclo-cross 2018-2019
- Superprestige 2018-2019
- Trophée des AP Assurances/IJsboerke Ladies Trophy 2018-2019
- Coupe de France de cyclo-cross 2018
- Toi Toi Cup 2018-2019
- EKZ CrossTour 2018-2019
- National Trophy Series 2018-2019
- Coupe d'Espagne de cyclo-cross 2018
- Championnats du monde de cyclo-cross 2019